# 明石紀雄
明石 紀雄（あかし のりお、1940年 - ）は、日本のアメリカ史学者、筑波大学名誉教授。
東京都生まれ。1958年、東京都立日比谷高等学校卒業。1962年、ハヴァフォード大学卒業。1964年、ウィスコンシン大学大学院歴史学研究科修士課程修了。同志社大学、津田塾大学助教授を経て、1987年、筑波大学助教授、のち教授。1995年、「アメリカ合衆国建国精神についての研究 - トマス・ジェファソンの「自由の帝国」の理念を中心に」で筑波大文学博士。2004年、定年退官、名誉教授。

## 著書
- リンカーン ひとがひとをうるなんてぼくにはゆるせない チャイルド本社、1986.4
- トマス・ジェファソンと「自由の帝国」の理念 アメリカ合衆国建国史序説 ミネルヴァ書房、1993.3.
- 21世紀アメリカ社会を知るための67章 (監修、共著）明石書店　2002.
- 「アメリカのしくみ」が手短にわかる講座 超大国の「今」を知り、グローバルな視点を身につけよう ナツメ社 2003.6 らくらく入門塾
- モンティチェロのジェファソン アメリカ建国の父祖の内面史 ミネルヴァ書房、2003.3. Minerva西洋史ライブラリー
- ルイス=クラーク探検 アメリカ西部開拓の原初的物語 世界思想社、2004.12. Sekaishiso seminar
- 新時代アメリカ社会を知るための60章 （監修、共著）明石書店　2013.
- 現代アメリカ社会を知るための63章ー2020年代 （監修、共著）明石書店　2021.

## 共編著
- エスニック・アメリカ 多民族国家における同化の現実 飯野正子・田中真砂子共著 有斐閣選書 1984.9.
- アメリカ南部の夢 ニューサウスの政治・経済・文化 井出義光共編 有斐閣選書 1987.4.
- エスニック・アメリカ 多民族国家における統合の現実 新版 飯野正子共著 有斐閣選書 1997.4
- 現代アメリカ社会を知るための60章 川島浩平共編著 明石書店 1998.11. エリア・スタディーズ
- エスニック・アメリカ 多文化社会における共生の模索 第3版 飯野正子共著 有斐閣選書 2011.6

## 翻訳
- 楽園と機械文明 テクノロジーと田園の理想 L.マークス 榊原胖夫共訳. 研究社出版、1972. 研究社叢書
- ジョン・デューイ　新しい個人主義の創造,自由と文化,自由主義と社会的行動 アメリカ古典文庫 13 研究社出版 1975．解説本間長世
- アメリカ黒人の歴史 ベンジャミン・クォールズ 共訳、明石書店 1994.5

## 参考
- エスニック・アメリカ―多文化社会における共生の模索 （第３版） - 紀伊国屋書店BookWeb